# Циклогон
Циклогон — крива, окреслена вершиною многокутника, який котиться без ковзання по прямій. Щодо характеру многокутника обмежень немає. Це може бути правильний многокутник, наприклад рівносторонній трикутник або квадрат. Многокутник не обов'язково має бути опуклим: це може бути навіть зіркоподібний многокутник[джерело?]. У загальнішому плані також розглядають криві, прокреслені точками, відмінними від вершин. У таких випадках вважають, що точка трасування жорстко прикріплена до многокутника[джерело?]. Якщо точка трасування розташована за межами многокутника, то криву називають витягнутим циклогоном, а якщо вона лежить всередині многокутника — кривоподібним циклогоном[джерело?].
Коли кількість сторін правильного многокутника збільшується до нескінченності, циклогон стає циклоїдою.
Площа циклогона має цікаву властивість. Нехай A — площа області між прямою та однією з дуг, P — площа многокутника, який котиться, та C — площа круга, обмеженого описаним навколо многокутника колом. Для кожного циклогона, утвореного правильним многокутником,
{\displaystyle A=P+2C.\,}

### Зігнутий циклогон, утворений рівностороннім трикутником

Анімація, яка показує створення зігнутого циклогона рівностороннім трикутником, який котиться без ковзання по прямій. Точка трасування Y лежить усередині описаного навколо трикутника кола.

### Циклогони, породжені чотирикутниками

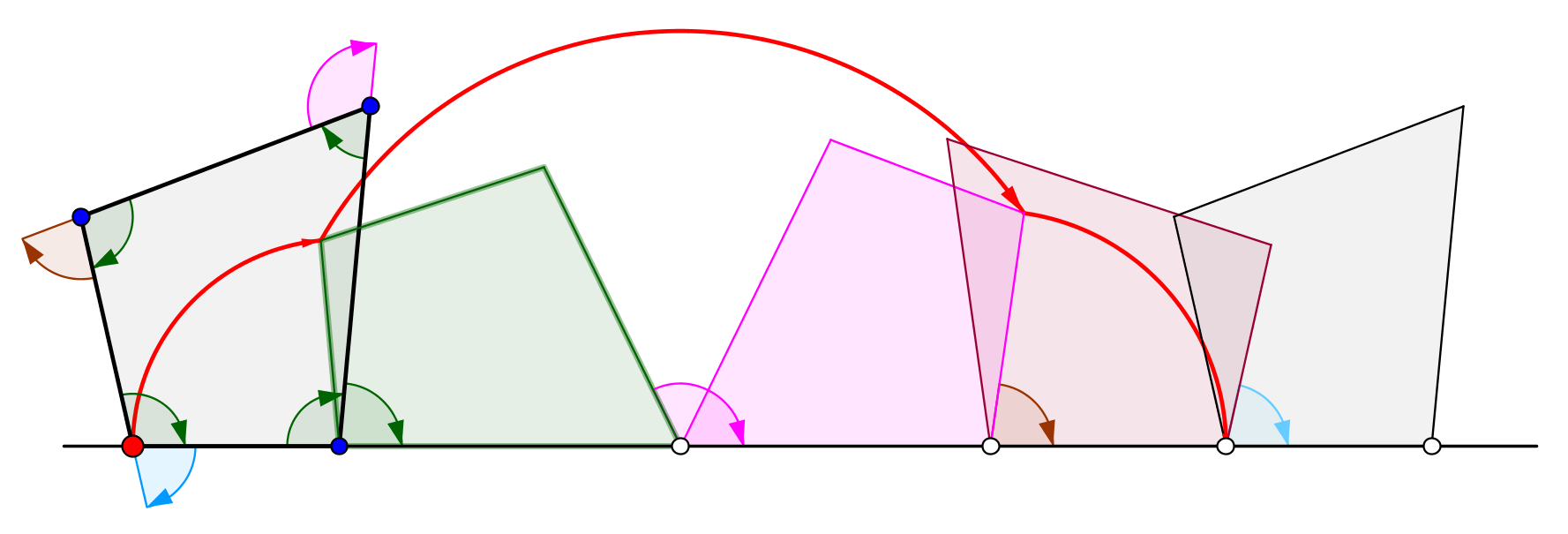
Циклогон, утворений опуклим чотирикутником

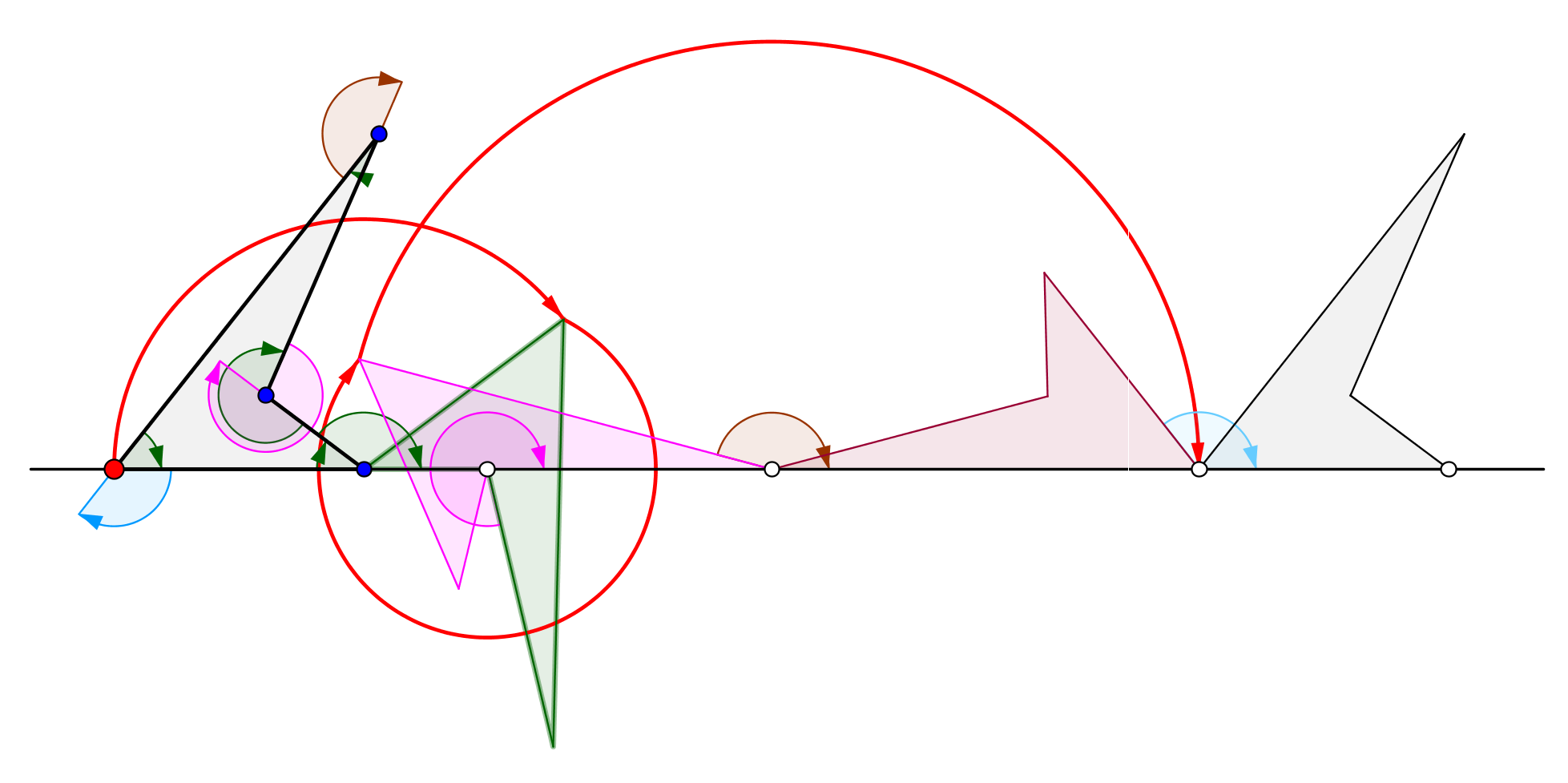
Циклогон, утворений неопуклим чотирикутником

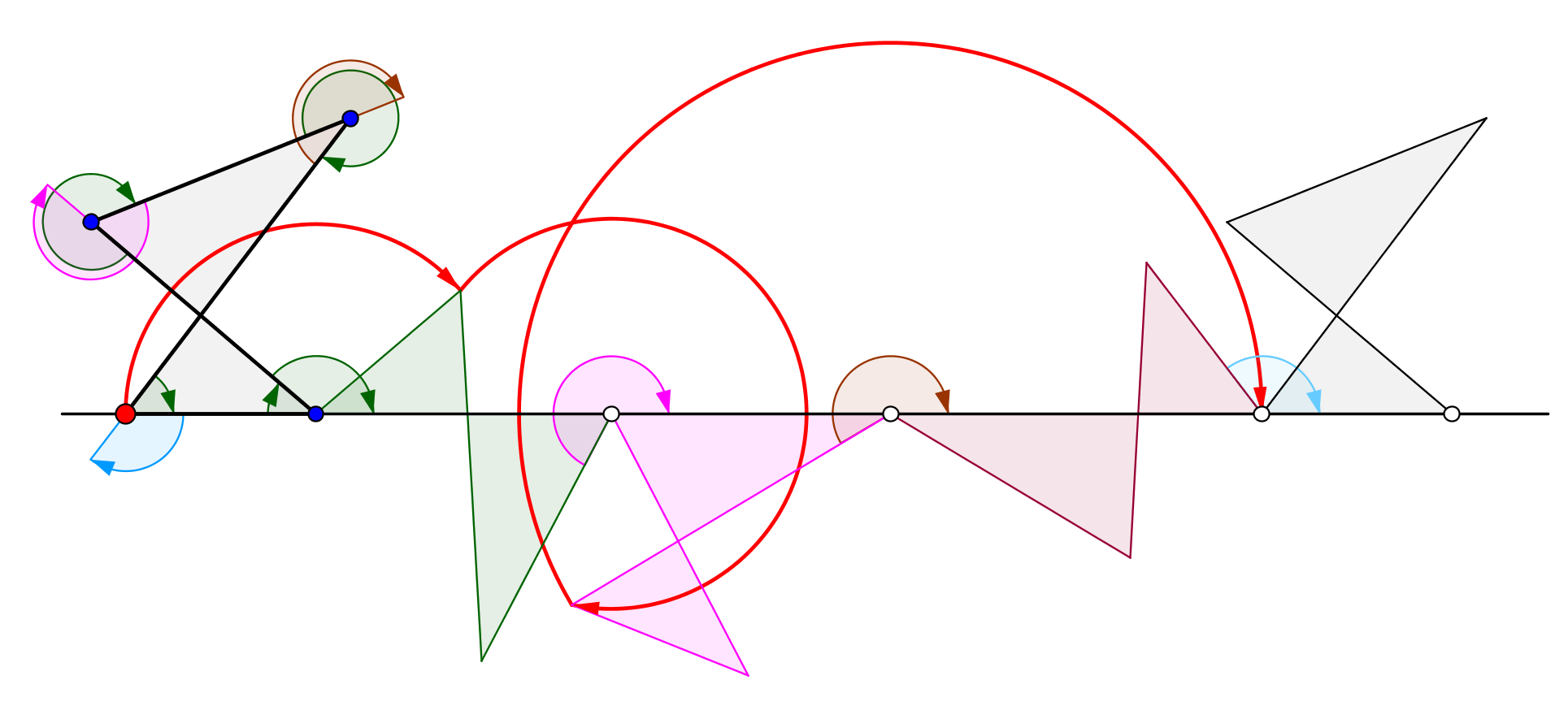
Циклогон, утворений зіркоподібним чотирикутником

## Приклади

### Циклогони, утворені рівностороннім трикутником і квадратом

Анімація, яка показує створення витягнутого циклогона рівностороннім трикутником, який котиться без ковзання по прямій. Точка трасування X розташована поза описаним навколо трикутника колом.

|  |  |

## Узагальнені циклогони
Циклогон виникає, коли многокутник котиться по прямій. Припустимо, що правильний многокутник перекочується сторнами іншого многокутника. Нехай також точка трасування лежить не на межі многокутника, а всередині нього або поза ним, але в площині многокутника. У цій загальнішій ситуації нехай криву описує точка z на правильному многокутному диску[прояснити] з n сторонами, що обертається навколо іншого правильного многокутного диска з m сторін. Нехай сторони цих многокутників мають однакову довжину. Точка z, жорстко прикріплена до n-кутника, викреслить лінію, що складається з n дуг кіл, перш ніж почне періодично повторюватися. Цю криву називають трохогоном — епітрохогоном, якщо n-кутник котиться поза m-кутником, і гіпотрохогоном, якщо він котиться всередині m-кутника. Трохогон є вигнутим[прояснити], якщо z дежить усередині n-кутника, і витягнутим[прояснити] (з петлями), якщо z лежить поза n-кутником. Якщо z збігається з вершиною, то утворюється епіциклогон або гіпоциклогон.